# Josep Massot i Muntaner
Josep Massot i Muntaner (Palma de Mallorca, 3 november 1941 – Klooster van Montserrat, 24 april 2022) was een Spaans-Catalaanse benedictijner monnik, filoloog, historicus, uitgever en essayist.
Hij werd geboren in 1941 in Palma op de Balearen Hij heeft Romaanse filologie gestudeerd aan de Universiteit van Barcelona, waar hij tussen 1970 en 1973 heeft gedoceerd. Hij was lid van de afdeling geschiedenis en archeologie van het Institut d'Estudis Catalans en van de Acadèmia de Bones Lletres de Barcelona (Academie der Schone Letteren van Barcelona) en conservator van de Obra del Cançoner Popular de Catalunya, een vereniging die zich toelegt op het inventariseren en conserveren van de Catalaanse volksmuziek en -liederen. 
In 1962 is hij in de benedictijner orde ingetreden. Hij werd in 1972 tot priester gewijd. Sedert 1972 was hij directeur van de uitgeverij van de Abdij van Montserrat. Hij was een van de oprichters van de Societat Catalana de Llengua i Literatura (1986) en hoofdredacteur van het jaarboek dat die stichting uitgeeft.

## Werken
- 1972: Els mallorquins i la llengua autòctona (De bewoners van Mallorca en hun eigen taal)
- 1973: Aproximació a la història religiosa de la Catalunya contemporània (Proeve van geschiedenis van de religieuze geschiedenis van het hedendaagse Catalonië)
- 1976: La Guerra Civil a Mallorca (De burgeroorlog op Mallorca)
- 1977: Església i societat a la Mallorca del segle XX (Kerk en maatschappij in het 20ste-eeuwse Mallorca)
- 1978: Cultura i vida a Mallorca entre la guerra i la postguerra (1930-1959) (Cultuur en dagelijks leven op Mallorca tijdens en na de oorlog (1930-1959)
- 1979: Els creadors del Montserrat modern. Cent anys de servei a la cultura catalana (De scheppers van het moderne Montserrat. Honderd jaar in dienst van de Catalaanse cultuur.)
- 1990: Els escriptors i la Guerra Civil a les Balears (Schrijver en de burgeroorlog op de Balearen)
- 1992: Els intel·lectuals mallorquins davant el franquisme (De Mallorcaanse intellectuelen tegenover het franquisme)
- 1996: El primer franquisme a Mallorca (Het beginnende franquisme op Mallorca)
- 1997: Guerra civil i repressió a Mallorca (Burgeroorlog en repressie op Mallorca)
- 1998: Tres escriptors davant la guerra civil (Drie schrijvers tegenover de burgeroorlog)
- 2002: Els viatges folklòrics de Marià Aguiló (Folkloristische reizen van Marià Aguiló, met een biobibliografie van de schrijver)

## Onderscheidingen
- 1993: Serra d'Or-criticiprijs voor literatuur en essay
- 1996: Creu de Sant Jordi
- 1998: Doctor Honoris Causa aan de Universiteit van de Balearen
- 1999: Ars Magna van de Casa Catalana de Mallora
- 2009: Gouden Medaille van de raad van Mallorca
- 2012: Premi d'Honor de les Lletres Catalanes